# Joachim Hauer
Pour les articles homonymes, voir Hauer.
Joachim Hauer, né le 2 février 1991, est un sauteur à ski norvégien. Il représente le club de Bækkelagets SK.

## Carrière
Il débute en Coupe du monde en janvier 2014 à Sapporo. Il monte sur son premier podium individuel le 12 décembre 2015 à Nijni Taguil.

## Palmarès

### Coupe du monde
- Meilleur classement général : 20e en 2016.
- 1 podium individuel : 1 troisième place.

Palmarès mis à jour le 2 avril 2016.

#### Différents classements en Coupe du monde
| Année     | Classement général final |
| 2014-2015 | 67e                      |
| 2015-2016 | 20e                      |